# Virus del brom
|  | No s'ha de confondre amb Borm. |

El virus del brom és el causant d'una malaltia infecciosa que es coneix amb el nom de brom, moquillo canino en castellà, dog distemper en anglès i maladie de Carré en francès. Aquesta malaltia és una de les patologies més freqüents i greus de l'espècie canina, entre d'altres. Es considera que a partir del segle XX la malaltia ha tingut una distribució mundial i s'ha complicat a causa d'infeccions bacterianes, cosa que ha originat un complex viral-bacterià.

## Història
Els primers antecedents de la malaltia ocasionada pel virus del brom es remunten, a Espanya, al 1761. Gonzalo Argote de Molina va considerar que la malaltia era una importació cap a Europa des d'Amèrica del Sud. Però no va ser fins a l'any 1809, a Anglaterra, quan Edward Jenner en va fer la primera descripció. L'any 1905 Carré va aconseguir reproduir-la experimentalment i va afirmar que era produïda per un virus. Posteriorment, Puntoni (1923) i Laidlow (1926) van proposar la inoculació preventiva com a mètode profilàctic.
Als anys 40 es va disposar de vacunes inactivades del virus del brom (VB), però no van aconseguir controlar la malaltia. Més endavant, als anys 60, van aparèixer les vacunes del virus viu modificat (VVM), les quals sí que van suposar que la malaltia estigués sota control. En les últimes dècades, la incidència del brom ha augmentat a causa de l'aparició de noves soques del virus. Per tant, la vacuna és menys eficaç.

## Propietats del virus
Criptograma: R/1: 5-8/1: SE/E: V/O, R. 
El virus del brom pertany a la família dels Paramyxoviridae, a la subfamília Paramyxovirinae i al gènere Morbillivirus, que també inclouen virus com el del xarampió i la pesta bovina (Rinderpest), entre d'altres. 
Són virus de pes molecular baix (125 a 250 x 18 nm) però relativament complexos. 
Són virus amb embolcall i simetria helicoïdal o esfèrica. L'embolcall inclou les dues glicoproteïnes de superfície F i HN (hemaglutinina/neuraminidasa). Tenen el material genètic constituït per ARN monocatenari no segmentat de sentit negatiu. Es repliquen i maduren al citoplasma de la cèl·lula hoste.   
Mundialment se'n reconeix un sol serotipus, no obstant això, en circulen diversos genotips amb tropisme cel·lular i virulència diferents.  
El virus de brom té un ampli rang d'hostes compresos en famílies de l'ordre Carnivora. S'han obtingut proves d'infecció en diverses espècies de mamífers de les famílies Canidae (gossos, guineus), Mustelidae (fures, visons, teixons), Procyonidae (ossos rentadors, pandes menors), Ursidae i Viverridae. També s'ha descrit la infecció en grans fèlids que viuen en llibertat o en captivitat (Harder TC, et al, 1996), en primats japonesos que viuen en captivitat (Yoshikawa, 1989), i en foques siberianes (Likhosway, 1989).

## Transmissió
El virus del brom és un virus estès mundialment, que afecta animals de totes les edats però amb curs i pronòstic diferents. Es transmet per l'aire i mitjançant el contacte amb líquids corporals d'animals infectats. La principal via de transmissió és la digestiva, ingerint animals o aliments infectats, aigües contaminades per aquest virus, o llepant superfícies o àrees contaminades.
El període d'incubació és de catorze a divuit dies, encara que hi pot haver febre de tres a sis dies després de la infecció. El virus del borm té un tropisme pels teixits limfàtics, epitelials i nerviosos. Per tant, les característiques patològiques típiques són la depleció limfática, pneumònia intersticial, encefalitis amb desmielinització i hiperqueratosi dels coixinets plantars.
L'home pot ser una font de transmissió mecànica d'aquest virus.

## Simptomatologia
El curs de la malaltia, així com el pronòstic, difereix molt segons l'edat de l'animal i l'exposició prèvia al virus.
Un cop el virus ha provocat una infecció, apareixen els exsudats purulents oculars. A continuació, alguns símptomes fàcils de detectar són l'augment de la temperatura corporal i trastorns gastrointestinals, respiratoris i nerviosos. El gos sol perdre la gana i els ànims, i presenta convulsions, salivació excessiva, alteració del comportament i paràlisi parcial o total.
Aquesta malaltia és molt greu. Encara que els gossos infectats sobrevisquin, el virus ja haurà causat un dany irreparable i permanent, sobretot en el sistema nerviós.
Els gossos que no han sigut vacunats contra el virus tenen més risc d'infecció, així com els cadells de menys de quatre mesos que no han rebut la immunitat passiva dels progenitors. Aquests últims, generalment moren al cap de dues setmanes, aproximadament, de l'exposició al virus. 

## Lesions
El virus del brom provoca tota una sèrie de lesions que són les que permeten fer el diagnòstic clínic. A vegades, aquesta infecció vírica pot anar acompanyada d'altres infeccions bacterianes secundàries, responsables de les dermatitis vesiculars i pustuloses que poden produir-se.
L'exsudat purulent a les membranes mucoses de l'aparell respiratori és un dels signes que permeten detectar la malaltia, acompanyat de febre. Les regions purulentes sovint s'associen a diferents tipus de bacteris que apareixen després de la infecció provocada per aquest virus.
Referent als signes neurològics, el gos presenta tremolors al cap, al coll i/o a les extremitats. Els quadres neurològics normalment es donen després d'haver-se recuperat dels problemes respiratoris i gastrointestinals. En els casos en què es donin manifestacions d'aquest tipus, es pot observar hiperqueratosi del nas i dels coixinets plantars.
Les lesions que es troben al cervell dels gossos amb complicacions neurològiques inclouen la degeneració neuronal, la gliosi, la desmielinització no inflamatòria, la leptomeningitis no supurativa i els cossos d'inclusió intranuclears predominantment dins de les cèl·lules glials.
Post mortem, histològicament, el virus del brom produeix necrosi en els teixits limfàtics, pneumònia intersticial i cossos d'inclusió citoplasmàtics i intranuclears a les vies respiratòries, urinàries i de l'epiteli gastrointestinal.

## Diagnòstic
En el diagnòstic clínic del virus del brom s'han de tenir en compte totes les afectacions respiratòries, gastrointestinals i febrils. Ara bé, el diagnòstic clínic diferencial és difícil i sovint cal recórrer a tota una sèrie de proves. Es pot detectar la presència del virus o d'anticossos contra el virus del brom mitjançant proves immunològiques com la immunofluorescència, la PCR, l'ELISA, la immunohistoquímica, etc.
Les proves d'immunofluorescència es poden fer en mostres tant de conjuntiva, com d'epiteli respiratori, d'orina o de líquid cefalorraquidi. En casos subaguts, les proves d'immunofluorescència poden donar un resultat negatiu encara que el virus hi sigui present. Per tant, caldrà contrastar els resultats obtinguts amb els d'altres proves com, per exemple, la reacció en cadena de la polimerasa (PCR). Aquesta prova consisteix a agafar una mostra d'ARN víric i multiplicar-la de forma exponencial, de manera que es pot arribar a obtenir un milió de molècules idèntiques, mitjançant una sèrie d'enzims. D'aquesta manera, es pot detectar material genètic víric a partir d'una única molècula d'ARN indetectable per altres mètodes o proves.  
Per altra banda, es poden detectar anticossos IgG o IgM pel virus del brom a partir d'una prova d'ELISA. S'ha de tenir en compte que aquesta prova pot donar falsos positius com a resultat si s'ha vacunat recentment contra aquesta malaltia.

## Tractament
Actualment no existeix cap tractament antiviral eficaç contra aquest virus, tot i que s'ha provat amb èxit l'administració precoç d'un antisèrum específic durant la fase d'incubació o de virèmia. Quan el virus arriba als epitelis, els anticossos sèrics no hi poden accedir.
Per tant, el tractament que es duu a terme es basa a tractar els símptomes i evitar les possibles infeccions bacterianes, mitjançant l'administració d'antibiòtics, sedants i anticonvulsius, complexos vitamínics, elevadors inespecífics de les defenses, i neteges de secrecions nasals. És a dir, el tractament es basa en cures de suport i antibiòtics, per tal de consolidar i enfortir el sistema immunitari dels animals amb immunosupressió. Aquestes infeccions bacterianes poden arribar a ser molt greus si no es tracten.

## Prevenció
Durant la gestació, els fetus canins poden rebre anticossos a través de la placenta, així com del calostre de la mare un cop han nascut. Aquest fet és de vital importància per a la protecció dels cadells.
Les vacunes que s'utilitzen actualment estan elaborades a partir de virus atenuat, en associació amb altres virus productors de malalties en canins, i amb bacteris com la leptospirosi. En carnívors exòtics, i molt susceptibles, s'han utilitzat amb èxit vacunes inactivades, ja que les vacunes atenuades en aquests casos poden ser insegures. La vacunació controlada és l'única solució per a la immunització. La immunització mitjançant les vacunes amb el virus viu modificat, que és el que es coneix amb el nom d'autovacuna, indueix una immunitat de llarga durada i és el que ha fet possible el control de la malaltia en els últims 35 anys. Per tant, la prevenció de la malaltia del brom es basa en la vacunació. Tot i així, la vacuna no presenta una efectivitat del 100%. És molt important que sigui el veterinari qui decideix quan s'ha d'aplicar la vacuna i quin tipus de vacuna és necessària.
Per altra banda, s'utilitzen tècniques d'immunització passiva com és el cas de la seroteràpia, ja que dona molt bons resultats.